# Gare de Beez
La gare de Beez est une gare ferroviaire (fermée) belge de la ligne 125, de Liège à Namur, située à Beez, section de la ville de Namur.
Elle est ouverte en 1886 par la Compagnie du Nord - Belge.

## Situation ferroviaire
La gare de Beez est située au point kilométrique (PK) 54,7 de la ligne 125, de Liège à Namur, entre les gares de Marche-les-Dames et de Namur. En direction de Namur s'intercale la gare fermée de Faubourg Saint-Nicolas.

## Histoire
- Le 5 mars 1882, le conseil communal de Beez émet le souhait de créer une gare sur son territoire.
- En 1886, la Compagnie des chemins de fer du Nord décide d'y construire une gare.
- Le 1er juin 1963, la gare devient un point d'arrêt non gardé (PANG).
- En 1970, le bâtiment de la gare est démoli.
- En 1983, l'arrêt est supprimé.